# Claude Mazeaud
Claude Mazeaud (Vignols, 17 gennaio 1937) è un ciclista su strada francese, professionista dal 1962 al 1964.

## Carriera
La sua vittoria più prestigiosa fu il Bretagne Classic Ouest-France del 1972.

## Palmarès

### Strada
- 1962

Boucles du Bas-Limousin
Gran Premio di Oradour-sur-Vayres